# Edmund Reitter
Edmund Reitter (22 de octubre de 1845 - 15 de marzo de 1920) fue un entomólogo, escritor y coleccionista austríaco. Reitter fue conocido como experto en los escarabajos del Paleártico. Reitter puede utilizarse como ejemplo de autodidacta de finales del siglo XIX. Fue amigo del entomólogo Ludwig Ganglbauer.

## Biografía
Reitter nació en Mohelnice en Moravia (República Checa) el 22 de octubre de 1845. Su padre era guardabosques del conde Larisch-Moennich en Karviná. Después de la escuela primaria y cuatro años de secundaria en Troppau, se unió al conde como agrónomo en 1859 donde comenzó a relacionarse con la naturaleza e iniciando una colección de mariposas. Poco después se pasó a los escarabjos. En 1867 emprendió un viaje de recolección con los conocidos investigadores de escarabajos Ludwig Miller, su patrocinador más importante, y con Marian von Lomnicki, Geologe, Zoologe (bes. Käferforscher) und Paläontologe aus Buworow a los Cárpatos orientales. En aquella época, la recolección de insectos –al igual que la recolección de plantas (o la “ filatelia ”)– se había convertido en una “pasión” popular entre círculos más amplios, de modo que también se podían comprar muchas “piezas faltantes”. Desde 1869 había sido responsable económico (administrador de estanques y asesor financiero) del conde Saint-Genois en Paskau. Contrajo matrimonio por primera vez en 1871. 
Reitter había sido Consejero Imperial desde 1900 y en 1881 fue cofundador y editor del Periódico Entomológico de Viena. Además, fue miembro de la Deutsche Gesellschaft für allgemeine und angewandte Entomologie de Berlín, la Asociación de Entomología de Silesia, el Museo Francisco Carolinum de Linz, la Asociación de Historia Natural de Austria, la Sociedad Entomológica Rusa en San Petersburgo, la Société royale entomologique d'Égypte y la Sociedad Entomológica Holandesa en Róterdam. Trabajó como miembro correspondiente de la Asociación de Ciencias Naturales de Opava, las Socíetas pro Fauna et Flora fennica en Helsinki y la Real Sociedad Española de Historia Natural en Madrid.
Cuando creció se interesó por el ocultismo. Hacia el final de su vida, Reitter expresó tendencias y experiencias espiritualistas. Los últimos años de su vida estuvieron limitados por la Bronquitis crónica y el Enfisema pulmonar, pero trabajó desde la cama prácticamente hasta su fallecimiento.

## Entomología
En 1879 Reitter se mudó a Viena donde abrió una tienda de insectos y literatura sobre insectos, inicialmente llamada “Instituto de Historia Natural”, y financió viajes de recolección. y luego a la vecina comunidad de Mödling donde amplió sus ventas a equipos de entomología. Sus agentes llegaron hasta el Cáucaso, Armenia, Siberia y Mongolia. Su afición por los insectos lo llevaron a numerosos viajes de coleccionismo, especialmente a Europa del Este y Sudeste. Fue el primer coleccionista en utilizar un cedazo para insectos para eliminar los escarabajos de la hojarasca, un método que se hizo “aceptable” para muchos colegas. En 1881 trasladó su negocio a Mödling y desde allí, en 1891, a petición de su segunda esposa, con quien tuvo cinco hijos, finalmente regresó a Paskau. Durante un tiempo también intentó seguir una carrera académica, por ejemplo en Munich, donde todavía existe una agencia de su negocio. Con su manera abierta, incluso ruidosa y directa, inició muchos avances en la entomología de su tiempo y, como catalizador, ayudó a lograr avances, incluso a nivel académico y museístico, ya que estas áreas colaboraron muy estrechamente en Viena. En términos de publicación, consideró que su tarea consistía en incluir todas las familias de escarabajos nativos en tablas (para identificación) y catálogos para aficionados que culminó más recientemente en 1906 en el Catalogus Coleopterorum Europae, Caucasi et Armeniae Rossicae de Heyden, Reitter y Weise, 3ª ed., autoeditado.
Casado, se mudó a la ciudad de Paskov. Reitter fue autor de "Fauna Germanica", un tratado de 5 volúmenes que fue el libro más importante sobre Coleoptera de Europa.
En sus artículos científicos, describió más de 1.000 géneros, 6.000 especies y 1.000 de otros taxones. La colección de escarabajos de Reitter forma parte ahora de las colecciones zoológicas del Museo de Historia Natural de Budapest, donde la vendió por 30.000 coronas (¡hubo una oferta de EE. UU. por la misma cantidad en dólares!). La colección contiene aproximadamente 250.000 ejemplares de más de 30.000 especies diferentes, incluidos 5.000 especímenes tipo y 10.000 paratipos de nuevos taxones.

## Galería

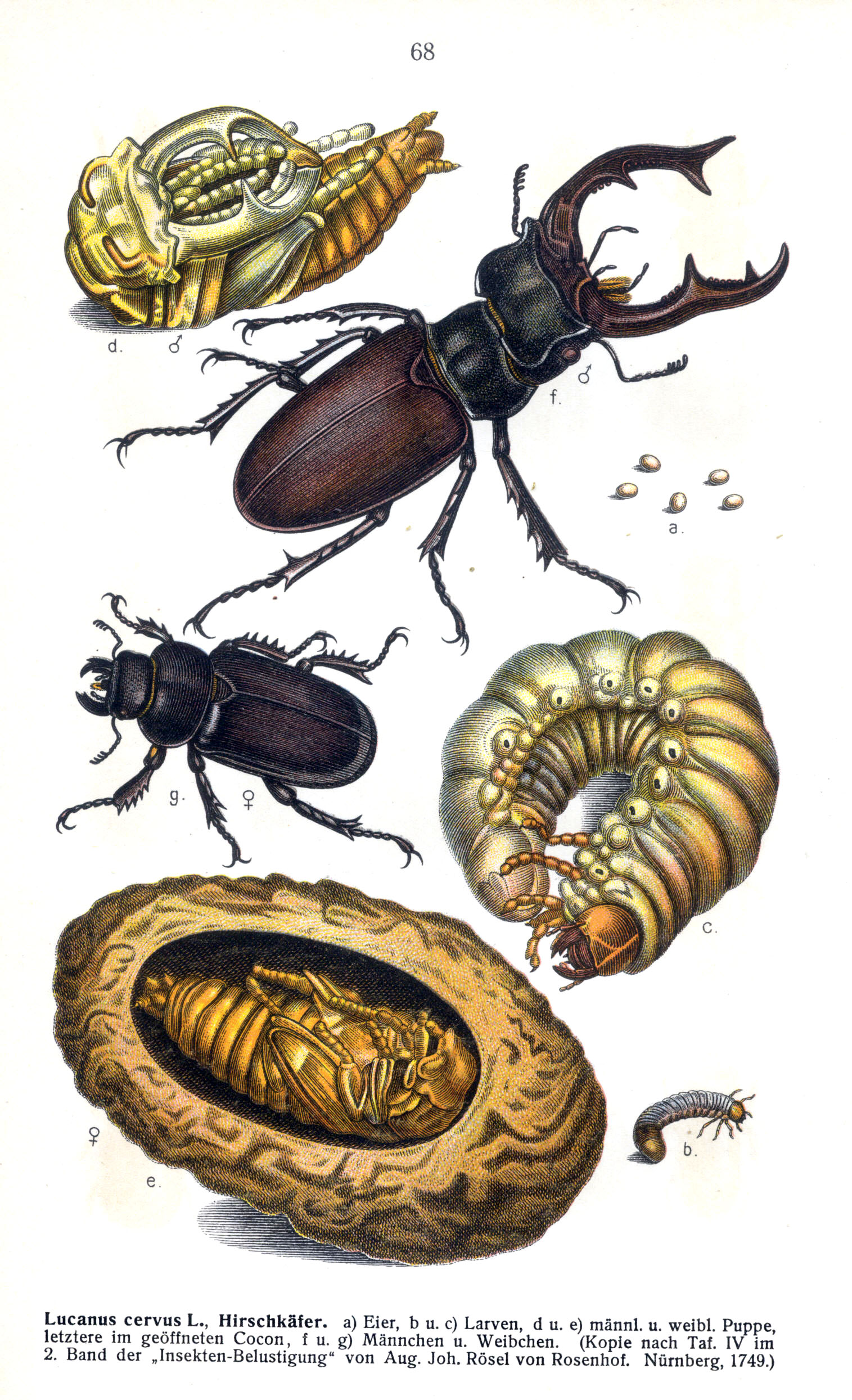
Lucánidos. Platón deEl café
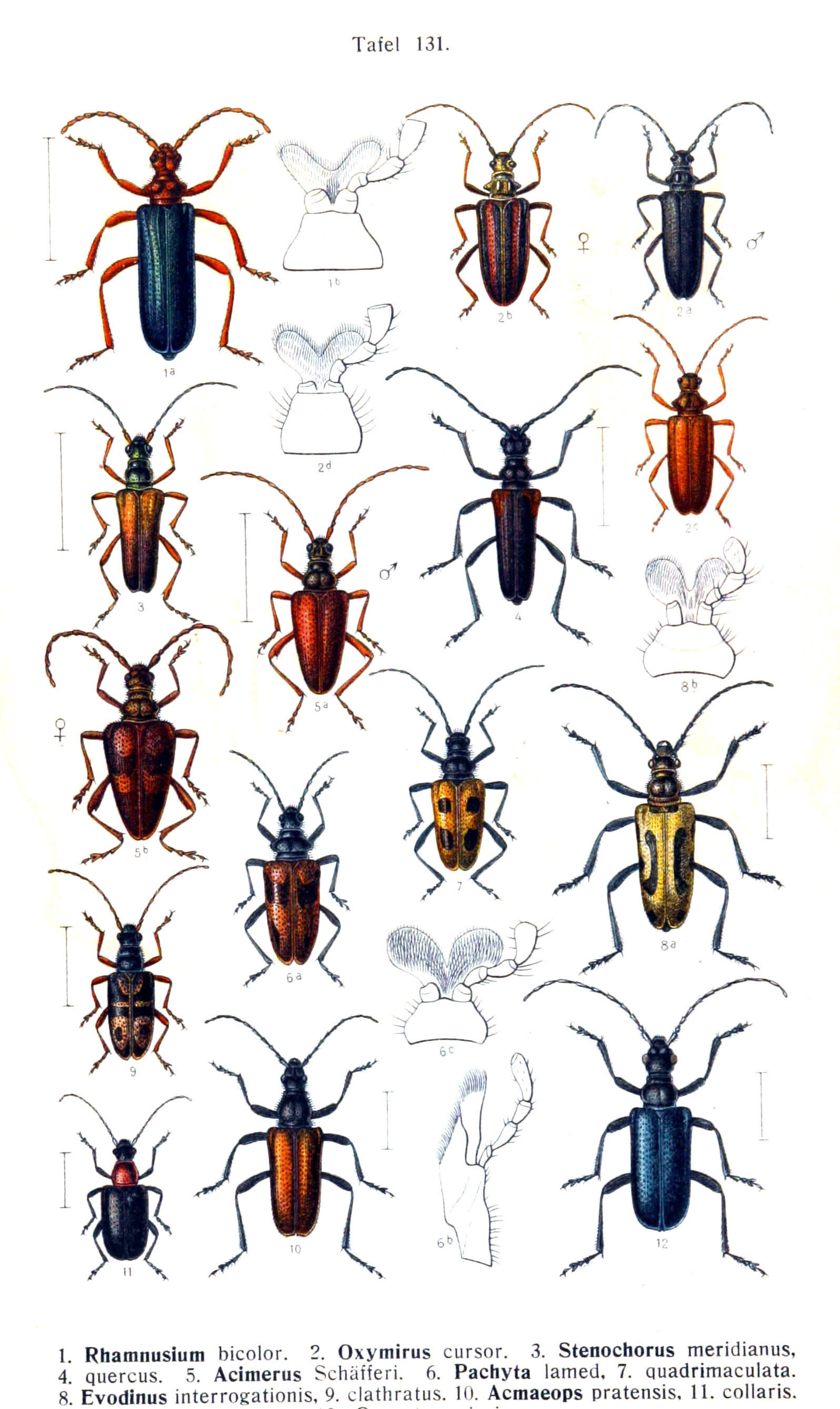
Carábidos. Platón deEl café
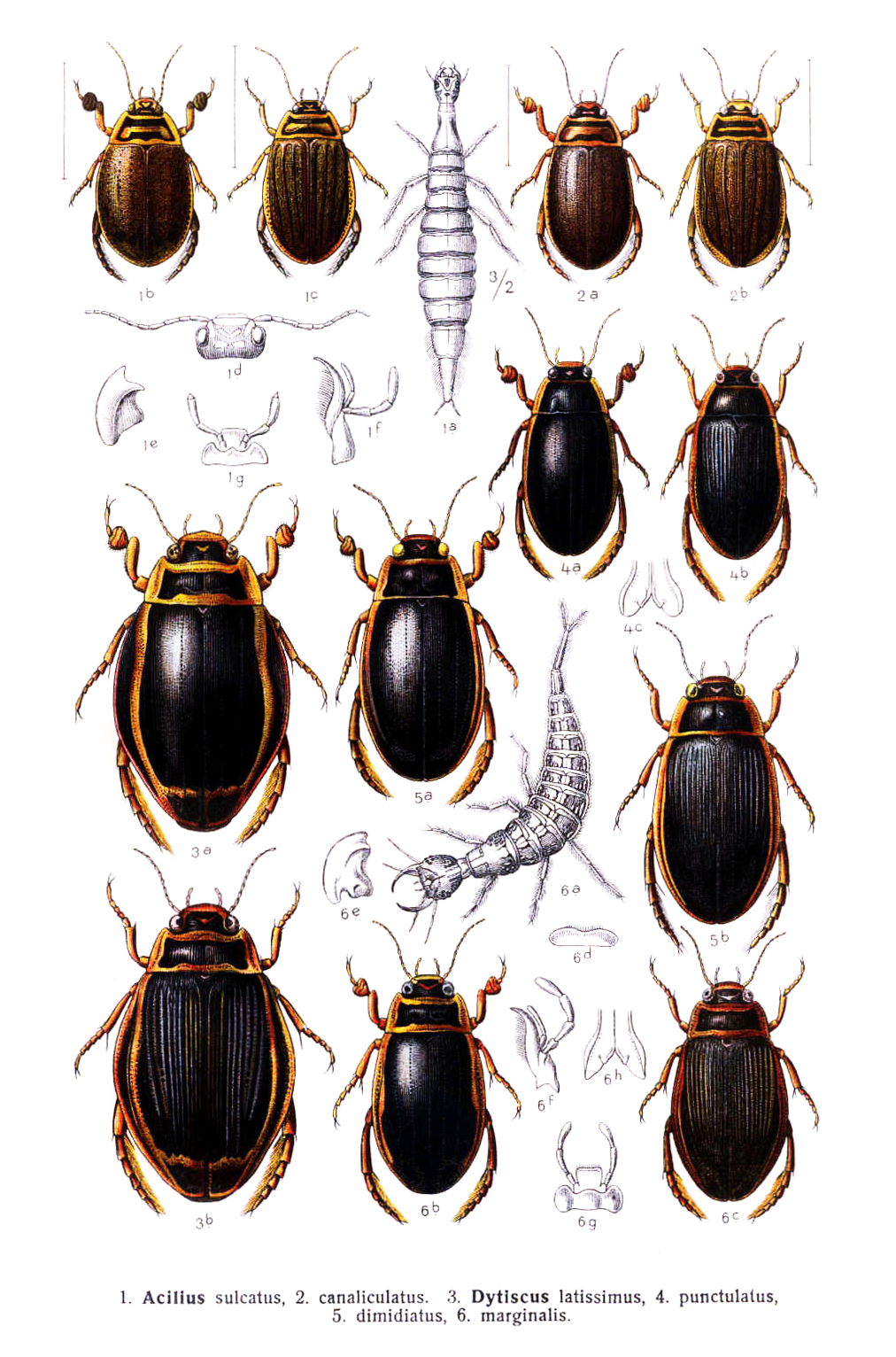
Dytiscidae. Platón deEl café
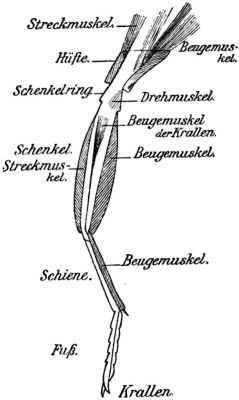
Pata de escarabajo. Platón deEl café